# Dugo Selo Lukačko
Dugo Selo Lukačko is een plaats in de gemeente Lukač in de Kroatische provincie Virovitica-Podravina. De plaats telt 670 inwoners (2001).